# Two Distant Strangers
Two Distant Strangers é um curta-metragem de ficção científica americano de 2020 escrito por Travon Free e dirigido por Free e Martin Desmond Roe. O filme examina as mortes de negros americanos durante encontros com a polícia através dos olhos de um personagem preso em um loop temporal que continua terminando em sua morte. O filme ganhou o prêmio de Melhor Curta-Metragem em Live Action no 93º Oscar. O atacante do Brooklyn Nets Kevin Durant e o guarda do Utah Jazz Mike Conley também fizeram parte do filme como produtores executivos.

## Sinopse

### Enredo
Em Nova York, o designer gráfico Carter James tenta chegar em casa para seu cachorro, Jeter, na manhã seguinte a um primeiro encontro, apenas para se encontrar preso em um loop de tempo em que é repetidamente confrontado na rua por um oficial branco da NYPD, Oficial Merk. Merk se pergunta se Carter está fumando um baseado e quer revistar sua bolsa. Cada encontro termina com Carter sendo morto pela polícia e, em seguida, acordando na cama de seu par, Perri. A primeira morte de Carter lembra o assassinato de Eric Garner ("I can't breathe") em 2014 e George Floyd em maio de 2020. (Travon Free escreveu o roteiro em julho de 2020.) Em uma versão do loop, a tropa de choque invadiu o apartamento de Perri, confundindo-o com um apartamento diferente porque o número da porta estava pendurado de cabeça para baixo, e atirou nele, o que se assemelha ao assassinato de Breonna Taylor em 2020.
Após 99 mortes, Carter decide discutir a situação com o oficial Merk. Carter conta a ele sobre o loop temporal, oferecendo evidências a Merk ao prever o que as pessoas ao seu redor farão em seguida. Carter pede a Merk para levá-lo para casa. A jornada termina sem contratempos; Merk e Carter saem da viatura e apertam as mãos. Mas quando Carter se vira para entrar em seu prédio, Merk começa a aplaudir o que chama de "nobre desempenho" de Carter - "Bravo! ... o melhor do grupo", revelando que Merk se lembra dos loops anteriores também. Merk então atira nas costas dele, enquanto uma poça de sangue começa a se formar na forma da África, e diz "Até amanhã, garoto". Carter acorda mais uma vez na cama de Perri.

### Final
O filme termina com Carter saindo do apartamento de Perri para fazer mais um esforço para chegar em casa: "Porque não importa quanto tempo demore, ou quantas vezes demore, de uma forma ou de outra, estou voltando para a porra do meu cachorro . "Enquanto a música "The Way It Is" toca, a tela lista os nomes de negros americanos que morreram em confrontos com a polícia.

## Elenco
- Joey Bada$$ como Carter James
- Andrew Howard como Merk, um oficial da NYPD
- Zaria Simone como Perri, o date de Carter[8]

## Lançamento
Em março de 2021, a Netflix adquiriu os direitos de distribuição e disponibilizou o filme a partir de 9 de abril.

## Prêmios
- Prêmio da Academia de Melhor Curta-Metragem em Live Action
- Associação de Críticos de Cinema Afro-Americano, Melhor Curta-Metragem